# Goljamo Vranovo
Goljamo Vranovo (bulgariska: Голямо Враново) är ett distrikt i Bulgarien.   Det ligger i kommunen Obsjtina Slivo Pole och regionen Ruse, i den nordöstra delen av landet, 280 km nordost om huvudstaden Sofia.
Trakten runt Goljamo Vranovo består till största delen av jordbruksmark. Runt Goljamo Vranovo är det ganska glesbefolkat, med 47 invånare per kvadratkilometer.